# Ilex boliviana
Ilex boliviana är en järneksväxtart som beskrevs av Nathaniel Lord Britton och Henry Hurd Rusby. Ilex boliviana ingår i släktet järnekar, och familjen järneksväxter. Inga underarter finns listade i Catalogue of Life.